# Babylon 5: Legenda o strážcích
Babylon 5: Legenda o strážcích (v anglickém originále Babylon 5: The Legend of the Rangers) je americký televizní film z roku 2002, v pořadí šestý film vztahující se ke sci-fi seriálu Babylon 5. Snímek režíroval Mike Vejar, scénář napsal J. Michael Straczynski, autor celého seriálu. Premiérově byl vysílán 19. ledna 2002 na televizní stanici Sci-Fi Channel. Vyroben byl jako pilotní film pro případný nový seriál. Protože sledovanost tohoto snímku s podtitulem „Žít a zemřít ve svitu hvězd“ (v originále „To Live and Die in Starlight“) nebyla vysoká, nebyl seriál Babylon 5: The Legend of the Rangers objednán.

## Příběh
Děj filmu se odehrává v roce 2265, přibližně tři roku po skončení páté řady seriálu Babylon 5 (nepočítaje její poslední díl „Sleeping in Light“).
Strážci (v originále Rangers), kteří jsou ozbrojenou složkou několik let staré Mezihvězdné aliance (v originále Interstellar Alliance), se v poslední době potýkají s neznámými plavidly, jež přepadávají lodě členů Aliance. Strážci Davidu Martellovi je na Minbaru svěřeno velení plavidla Liandra, které má za úkol doprovázet loď Valen, na jejíž palubě je skupina velvyslanců států Aliance. Ti si mají prohlédnout nově objevené archeologické zbytky po prastaré rase, která zřejmě kdysi dávno byla uvězněna v jiné dimenzi. Valen je i s kolonií obývanou několika stovkami lidí po útoku neznámých útočníků zničen. Velvyslanci se však stihnou evakuovat a dostanou se na Liandru. Tato nepříliš spolehlivá, 20 let stará loď s pohnutou historií (minulá posádka zahynula za záhadných okolností) obsluhovaná Martellem a jeho novou posádkou musí před pronásledovateli uniknout. Kvůli značenému poškození nemohou skočit do hyperprostoru, proto zamíří k nejbližší skokové bráně. Cestou zjistí, že jeden z velvyslanců, ministr Kafta, je zrádce a že záhadným útočníkům, kteří se Martellovi představí jako pomocníci tzv. Ruky (v originále The Hand), rasy uvězněné v jiné dimenzi, jež se s pomocí svých služebníků snaží dostat zpět, poslal signál. Martell pomocí lsti zničí nepřátelskou loď a může tak velvyslance dopravit zpět na Minbar a G'Kara na stanici Babylon 5.

## Obsazení
| Dylan Neal              | David Martell, strážce a kapitán Liandry                          |
| Andreas Katsulas        | občan G'Kar                                                       |
| Alex Zahara             | Dulann, strážce a první důstojník Liandry                         |
| Myriam Siroisová        | Sarah Cantrellová, strážce a zbrojní důstojník Liandry            |
| Dean Marshall           | Malcolm Bridges, strážce a důstojník pro tajné operace na Liandře |
| Warren T. Takeuchi      | Kitara Sasaki, strážce a navigátor Liandry                        |
| Jennie Rebecca Hoganová | Na'Feel, strážce a inženýrka na Liandře                           |
| Mackenzie Gray          | ministr Kafta, velvyslanec                                        |
| David Storch            | Tafeek, strážce a politický expert na Liandře                     |
| Enid-Raye Adamsová      | Firell, strážce a lékařka na Liandře                              |
| Gus Lynch               | Tirk, strážce a pomocník na Liandře                               |